# Султан Саїд-хан
Султан Саїд-хан (1487—1533) — хан Могулії (Яркендського ханства) в 1514—1533 роках.

## Життєпис
Третій син Ахмед-Алака, хана Східного Могулістану. З 1504 року перебував серед киргизів Могулістана, які обрали правителем його брата Султан-Халіля. Весь цей час вони вели війну зі своїм стрийком Махмуд-ханом і братом Мансур-ханом. У 1508 році після загибелі Махмуд-хана спільно з братом Султан-Халілем рушив проти Мансур-хана, але у битві між річками Чарун і Чалак (неподалік від сучасної Алмати) зазнав поразки. Султан-Саїд-хан втік до Кабула, де вступив на службу до свого стриєчного брата Бабура.
У 1511 році разом з Бабуром повернувся до Мавераннахру. тут зумів завдати поразки Мірзі Абу-Бекру з дуглатів, еміру Кашгару, який намагався захопити Андижан. Невдовзі закріпився у східній частині Фергани, звідки ставздійснювати походи до долини Ахїангеран, що належала Шейбанідам. У 1512 році вів перемовини з казахським володарем Касим-ханом щодо спільно захоплення Шашу, проте невдало.
Навесні 1514 року проти Султан-Саїд-хана виступили Шейбаніди. Той, не впевнений у своїх силах, з 5-тисячним військом залишив Андижан й рушив до Кашгарії. Перейшовши через перевал Торугарт (біля оз. Чатир-куль), разом 9 монгольськими племенами і стриєчним братом Мірзою Мухаммед Гайдаром почав військові дії проти володаря Мірзи Абу-Бекра, еміра Манглай-субе і Кашгара. Спочатку було захоплено фортецю Янгі-хісар. Потім, розбивши війська Абу-Бекра, він захопив Кашгар, Яркенд, Хотан, Аксу, Кусан, заснувавши державу Мамлакат-і Моголійе (Могулія) зі столицею в Яркенді. У 1516 року відбулася його зустріч між Аксу і Кусаном зі старшим братом Мансур-ханом, правителем Могулістану, де останнього було визнано верховним ханом Могулістана, але суто номінально. Натомість Султан-Саїд-хан отримав своє визнання в якості хана Могулії.
У 1517 році став підозрювати свого васала Мухаммед-кирзига в союзі з Шейбанідами. Тому з військом рушив до Семиріччя. Біля озера Іссик-куль війська султан-Саїд-хана раптово атакували киргизів, яким завдали поразки. Мухаммед-киргиза було схоплено. У 1522 році казахи витіснили його з Центрального Могулістану. разом з тим до 1527 року Султан-Саїд-хан вів боротьбу з казахами за владу над Семиріччям. В цьому він діяв спільно з Мансур-ханом. 1527 року Султан-Саїд-хан розділив військо, з яких одне очолив його брат бабаджак-султан. Але внаслідок неузгодженості киргизи завдали поразки останньому. Султан-Саїд-хан не встиг вчасно підійти на допомогу братові. Під час гонитви за киргизами зумів захопити лише 100 тис. баранів. Тому цей похід дістав назву «похід по баранів». Після цього відмовився від спроб відвоювати Семиріччя та встановити владу над киргизами. В цей час залишки монголів перебралися зі Східного Туркестану і Семиріччя до володінь Султан-Саїд-хана.
У 1532 році здійснив похід до Бадахшану. У 1533 році рушив проти Кашмірського султанату, який було захоплено. Намісником тут поставлено Мірзу мухаммеда Гайдара. Під час повернення відправив також війська до Ладакху й Лхаси. Сам же на шляху до Ярменду в місцевості Даулат-бегум-ульді помер від нападу астми. Його владу успадкував старший син Абд-ар-Рашид-хан.